# Thomas Watson (poet)
Thomas Watson, född omkring 1557, död 1592, var en engelsk författare. 
Watson skrev först latinska dikter och översatte Sofokles Antigone till latin. År 1582 utgav han en samling kärleksdikter, skrivna i ett slags sonettform (artonversig), som inte vann efterföljd. Postumt utgavs The tears of fancie 1593. Watson var i viss mån en föregångare till sonettisterna under drottning Elisabet och till Shakespeare (i "Venus and Adonis"). Watsons engelska arbeten utgavs av Edward Arber 1870, hans tolkning av italienska madrigaler 1899.